# Lupinus affinis
Lupinus affinis är en ärtväxtart som beskrevs av Jacob Georg Agardh. Lupinus affinis ingår i släktet lupiner, och familjen ärtväxter. Inga underarter finns listade i Catalogue of Life.